# Nick Tate
Nick Tate (Sydney, 18 juni 1942) is een Australisch acteur. Hij is vooral bekend van zijn rollen als Nick Carter in de Britse sciencefictionserie Space: 1999 en James Hamilton in de Australische soapserie Sons and Daughters.

## Biografie
Tate werd geboren als Nicholas John Tate op 18 juni 1942 in Sydney (New South Wales) als zoon van het acteursechtpaar John Tate en Neva Carr Glyn. In zijn jeugd was hij een fervent surfer. Aanvankelijk wilde hij regisseur worden en hij ging aan de slag bij de Australian Broadcasting Company (ABC), waar hij aan verschillende series meewerkte. In 1964 leverde zijn surftalent hem een rolletje op in de miniserie The Purple Jacaranda.
Na de scheiding van zijn ouders volgde hij zijn vader naar het Verenigd Koninkrijk, waar hij gecast werd in de sciencefictionserie Space: 1999 die van 1975 tot 1977 uitgezonden werd. Zijn grote doorbraak kwam er in 1976 met de film The Devil's Playground, waarvoor hij een AACTA Award won in de categorie "beste acteur". In films had hij echter vooral bijrollen, waaronder in The Year My Voice Broke, Cry Freedom, Return from the River Kwai, Evil Angels en Hook. Van 1985 tot 1986 speelde hij James Hamilton in de Australische soapserie Sons and Daughters. Tate speelde ook gastrollen in tal van Amerikaanse televisieseries, waaronder The X-Files, Dr. Quinn, Medicine Woman, Star Trek: The Next Generation, Murder, She Wrote, Star Trek: Deep Space Nine, Farscape en Lost. 
Tate staat ook bekend om zijn voice-over in Hollywood-trailers voor films als Jurassic Park, Braveheart, Schindler's List, Austin Powers, Deep Impact, Independence Day, GoldenEye, Tomorrow Never Dies, The World Is Not Enough en Double Jeopardy. Hij heeft ook stemwerk verricht in verschillende computerspellen, waaronder de stem van de Australische tycoon Ozzie Mandrill in het computerspel Escape from Monkey Island uit 2000.
In september 1977 trouwde Tate met Hazel Butterfield. Ze hebben twee kinderen: een zoon Thomas, geboren in 1979 en een dochter Jessie Josephine, geboren in 1986.